# Jihane el-Sadate
Pour les articles homonymes, voir Raouf et Sadate (homonymie).
Jihane el-Sadate, née Raouf le 29 août 1933 au Caire (Égypte) et morte le 9 juillet 2021 dans la même ville, est une universitaire égyptienne. Veuve de l'ancien président Anouar el-Sadate, elle est ainsi Première dame d'Égypte de 1970 jusqu'à l'assassinat de son mari, le 6 octobre 1981.

## Biographie

### Enfance et études
Jihane el-Sadate est issue de la classe moyenne aisée égyptienne. Son père, Safwat Raouf, est chirurgien, et sa mère, Gladys Cotterill, chrétienne anglaise, est professeure de musique. Elle est, selon la volonté de son père, élevée dans la foi musulmane. Elle fréquente pourtant un lycée de filles au Caire, d'obédience chrétienne.

### Rencontre avec Sadate
Elle est très rapidement impressionnée par le courage et la résistance manifestés par Anouar el-Sadate lors de l'occupation britannique. Elle rencontre ce dernier pour la première fois lorsqu'il sort de prison. Ils se marient finalement le 29 mai 1949, non sans de longues hésitations de la part des Raouf, Sadate étant alors un révolutionnaire et sans emploi.

### Première dame d'Égypte

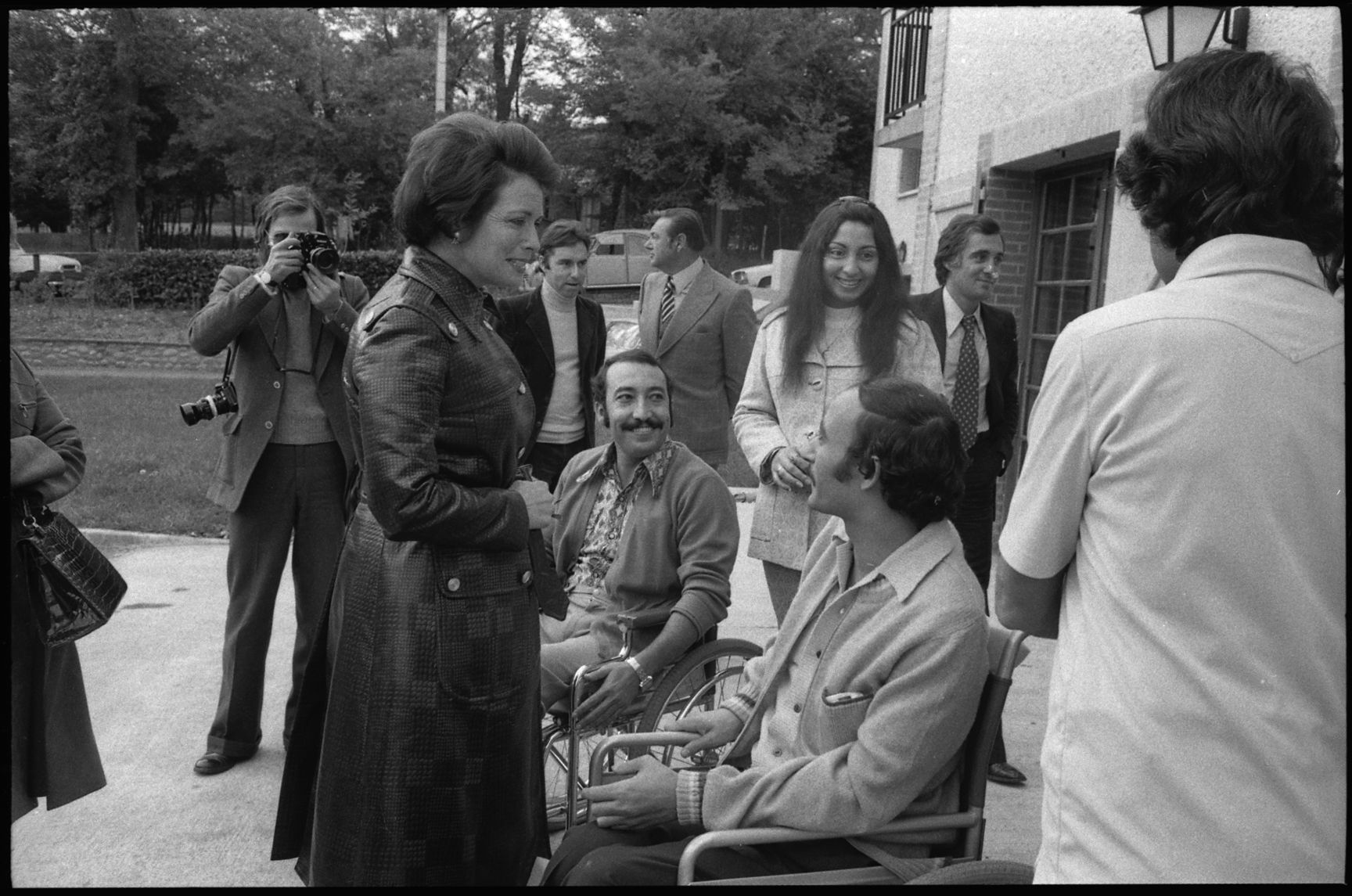
Jihane el-Sadate rend visite aux blessés de guerre égyptiens dans une clinique de Gaillac-Toulza en 1974.

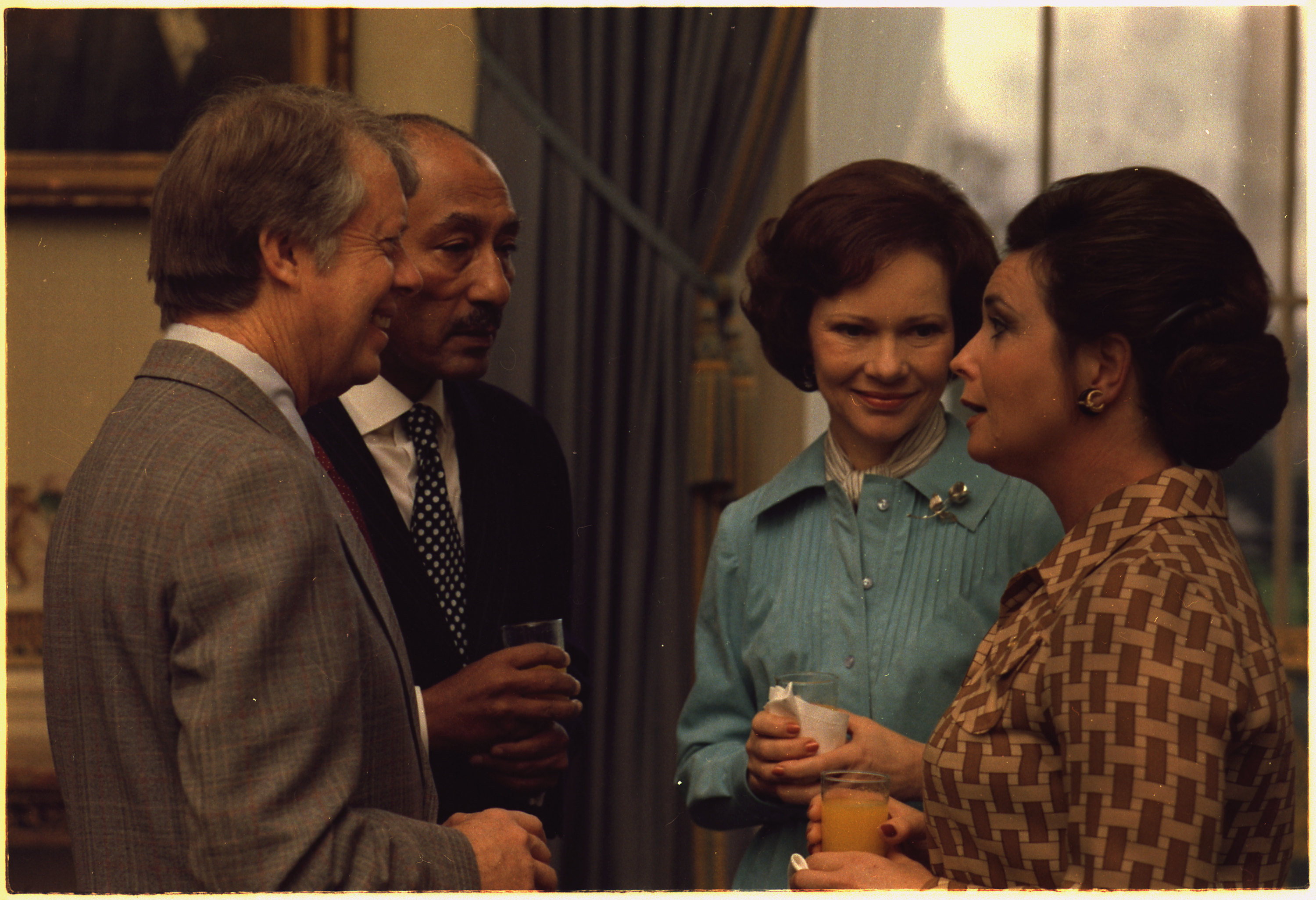
Le couple Sadate avec le président américain Jimmy Carter et son épouse Rosalynn, en 1977.

Jihane el-Sadate a été d'un grand soutien pour son mari, qui devient alors président de l'Égypte. Ils ont ensemble quatre enfants, trois filles et un fils. Elle sait user de son statut de Première dame d'Égypte pour améliorer le sort de millions d'Egyptiens ainsi que pour défendre les droits de la femme, notamment dans le monde musulman. Elle contribue grandement à changer l'image que se faisait le monde sur les femmes arabes au cours des années 1970 et s'est engagée dans de nombreuses associations non-gouvernementales pour aider les plus pauvres de ses concitoyens.
En 1967, elle rend visite aux soldats sur le front de Suez lors de la guerre des Six Jours. Elle fonde un centre de réhabilitation pour les vétérans de l'armée. Elle participe à l'installation de l'association SOS Villages d'Enfants en Égypte. Elle mène la tête de la délégation égyptienne aux conférences de l'ONU de Mexico et de Copenhague. Elle est la fondatrice de la Ligue des femmes arabo-africaines.
Le jour de l'assassinat de son mari Anouar el-Sadate, dans la matinée, son épouse l'encourage à porter un gilet pare-balles sous son uniforme, ce qu'il refuse.

### Carrière universitaire
Elle part étudier à l'université du Caire. Elle obtient un baccalauréat ès arts (équivalent d'une licence dans le système éducatif français) en 1977, une maîtrise (équivalent d'un master) en 1980 et devient Philosophiæ doctor (équivalent d'un doctorat) en 1986. Elle devient ensuite professeure au Cairo Artist and Performance Center.
Jihane el-Sadate est professeure à l'université du Maryland et a rédigé son autobiographie, Une femme d'Égypte, en 1987. Elle a également écrit de la poésie en arabe sous son nom personnel et son livre, non traduit en français, My Hope for Peace est sorti en juin 2009.

## Publications
Note : « Jehan Sadate » est la transcription anglaise du nom, et « Jehane Sadate » la transcription française, toutes deux utilisées par les éditeurs respectifs.
- (ar) جهان صفوت رؤوف [Ǧihān Ṣafwat Raʾūf], شلي في الأدب العربي في مصر [Šilī fī al-adab al-ʿarabī fī Miṣr], éditions دار المعارف [Dār al-Maʿārif], coll. « مكتبة الدراسات الأدبيّة » no 82, القاهرة [Al-Qāhira = Le Caire], 1982, 426 p.,  (ISBN 977-02-0037-9), (BNF 40953022). — Ouvrage apparemment non traduit en français.
- Jehane Sadate, Une femme d'Égypte : mémoires (traduit de l'anglais par Denis Authier ; titre original : A Woman of Egypt) :
  - Première édition : Presses de la Renaissance, Paris, 1987, 519 p. + 16 p. de planches illustrées,  (ISBN 2-85616-433-1), (BNF 37016821).
  - Réédition au format de poche : Librairie générale française, coll. « Le Livre de poche » no 6692, Paris, 1989, 664 p.,  (ISBN 2-253-05149-7), (BNF 37017012).
- (en) Jehan Sadate, My Hope for Peace, éditions Simon & Schuster, 2009, 224 p.,  (ISBN 9781416592198). — Ouvrage non traduit en français.